# Alaszkai-öböl
Az Alaszkai-öböl a Csendes-óceán része, Alaszka déli partjainál és Kanada északnyugati partjainál, az Alaszkai-félsziget és az Alexander-szigetek között fekszik.
Az öböl partjai mentén erdőségek, hegyek és számos gleccser található. Alaszka két legnagyobb gleccsere, a Malaspina-gleccser és a Bering-gleccser, az öböl partjainál végződik.
Az öböl partjai igen tagoltak. Az öbölhöz kisebb öblök, szigetek és tengerszorosok kapcsolódnak, mint a Cook Inlet, a Prince William szoros, a Yakutat-öböl, és a Cross-szoros. A Lituya-öbölnél jegyezték fel a történelem legnagyobb cunamiját, és ez az öböl egyben a halászhajók népszerű „védett” kikötője.
Az öbölben számos olajszállító tanker mozog, ami veszélyt jelent a tengervíz tisztaságára.
Az öböl nagy viharokat okoz. Ebben szerepe van a környező hegyekből az öbölbe érkező nagy mennyiségű hónak és jégnek is. Az itt keletkező viharok dél felé mozognak, Brit Columbia, Washington állam és Oregon felé és nem ritkán elérik Kalifornia déli részét is (elsődlegesen az El Niño idején).
Az Egyesült Államok északnyugati és délnyugati részén a szezonális esőzések és hóesések nagy része az Alaszkai-öbölből származik.

## Fordítás
- Ez a szócikk részben vagy egészben  a   Gulf of Alaska című angol Wikipédia-szócikk ezen változatának fordításán alapul.  Az eredeti cikk szerkesztőit annak laptörténete sorolja fel. Ez a jelzés csupán a megfogalmazás eredetét és a szerzői jogokat jelzi, nem szolgál a cikkben szereplő információk forrásmegjelöléseként.